# Guilherme de Vasconcelos Abreu
Guilherme Augusto de Vasconcelos Abreu (Coímbra, 1842-1907), fue un orientalista, militar, geógrafo, literato y escritor portugués. 

## Biografía
Hijo de Vítor Madail de Abreu (Coímbra, 1811-Coímbra, 1868), fue un funcionario portugués y combatiente por la causa liberal. A los 15 años, en 1826, se alistó en el Batallón Académico, y en 1828, tras el fracaso de la Revolución Liberal, emigró vía Galicia a Gran Bretaña e Irlanda y, desde allí, siguió para la Isla Tercera, donde participó en el combate de Vila da Praya, el 11 de agosto de 1829. Fue a la Isla de São Miguel, desembarcó con el Ejército Libertador en el Mindelo el 8 de julio de 1832, y tomó parte en los combates del Cerco do Porto y de las campañas siguientes, que cerraban la guerra civil portuguesa. Fue nombrado escribano y notario en Coímbra, y, siendo Cartista pero no Cabralista, recogió en su casa, los años de 1842 a 1846, muchos Patuleias.

## Trayectoria
Emigró a Brasil y a la India. En las diversas ocasiones en que viajó hacia las colonias de Portugal en la India fue muy respetado por el pueblo local. Fue el último de los portugueses a poder leer, en el original, el Mahabharata, el Sutta-pitaka, el Tripitaca o Ramayana.
Su interés por las lenguas orientales, especialmente el sânscrito, lengua sagrada de los Hindúes y una de las más importantes lenguas literarias indoeuropeas, modificó radicalmente el rumbo de su vida. Se especializó en aquella lengua en Francia, en Alemania y en Inglaterra, y cuando regresó a Portugal se licenció en Matemáticas e Ingeniería Naval por la Universidad de Coímbra y fue nombrado profesor de Lengua y Literatura Sânscritas del Curso Superior de Letras de Lisboa.  Fue compañero de Aniceto dos Reyes Gonçalves Viana y apoyó el movimiento por la "ortografía simplificada", que vendría a resultar en la Reforma Ortográfica de 1911.
En su ensayo Os Contos, Apólogos e Fábulas da Índia, Lisboa, 1902, demostró la influencia indirecta del Sânscrito en el portugués presente en el Auto de Mofina Mendes de Gil Vicente. Esta su pista fue seguida por Selma de Vieira Velho en su tesis "La influencia de la mitología hindú en la literatura portuguesa de los siglos XVI y XVII", 2 vol., Macau 1988.

## Obras
- Curso de Literatura y Lengua Sânscrita Clásica y Védica (1879-98), en cinco volúmenes.
- Bases de la ortografía portuguesa (1885)
- Los Cuentos, Apólogos y Fábulas de la India, 1902 — traducciones de cuentos hindúes retirados del Sutta-pitaka, Tripitaca y del Ramayana o Mahabharata.  Fue el primer libro en lengua portuguesa que definió el término yoga.